# Cocytius lindneri
Cocytius lindneri är en fjärilsart som beskrevs av Gehlen. 1944. Cocytius lindneri ingår i släktet Cocytius och familjen svärmare. Inga underarter finns listade i Catalogue of Life.